# Одрживост
Одрживост је способност издржавања на релативно трајан начин у различитим доменима живота. У 21. веку односи се генерално на способност коегзистенције Земљине биосфере и људске цивилизације. Такође се дефинише као процес људи који одржавају промене у окружењу уравнотеженом хомеостазом, у којем су експлоатација ресурса, правац инвестиција, оријентација технолошког развоја и институционалне промене у хармонији и појачавају тренутни и будући потенцијал у сусрет људским потребама и тежњама.  За многе на терену одрживост се дефинише кроз следеће међусобно повезане домене или стубове: еколошки, економски и социјални, који се према Фритјофу Капри, заснива на принципима системског размишљања . Разматрани су и поддомени одрживог развоја: културни, технолошки и политички. Према нашој заједничкој будућности, одрживи развој се дефинише као развој који „задовољава потребе садашњости без угрожавања способности будућих генерација да задовоље своје потребе“. Одрживи развој може бити организациони принцип одрживости, али други могу сматрати та два појма парадоксалним (доживљавајући развој као суштински неодржив).

## Дефиниција
Реч одрживост настала је према глаголу одржавати (према о (б) -, (не) материјално покривање предмета радњом, односно извођењем радње у стање довести и држати). Речници пружају два значења глаголу за одржавање, а главна су „очувати да би остао цео и постојати“, односно „сачувати од поремећаја“. Одрживост се, међутим, више користи од 1980-их у погледу одрживости човека на планети Земљи, што је резултирало најчешће цитираном дефиницијом одрживости и одрживог развоја коју је усвојила Комисија Уједињених нација Брунтланд: „одрживи развој је развој који задовољава потребе садашњост без угрожавања будућих генерација да задовоље његове сопствене потребе“. Обично се примећује да ово захтева помирење еколошких, социјалних и економских потреба - „три стуба“ одрживости. Ово разумевање илуструје слика са три преклапајуће елипсе које означавају три стуба одрживости који се међусобно не искључују и могу се међусобно ојачати.
Дефиниција УН-а није универзално прихваћена и прошла је кроз многа тумачења. Шта је одрживост, који би требали бити њени циљеви и како се ти циљеви могу постићи, питања су која су сва отворена за тумачење. За многе екологе идеја одрживог развоја је оксиморон, јер развој укључује деградацију животне средине. Економиста за заштиту животне средине Херман Дали питао је „чему служи пилана без шуме?“. Из ове перспективе, економија је подсистем људског друштва који је само подсистем биосфере, па је добитак у једном сектору губитак у другом. То се може илустровати као три концентрична круга.
Универзално прихваћена дефиниција одрживости је недостижна јер се од ње очекује да постигне много ствари. С једне стране, то мора бити чињенична и научна, јасна изјава о одређеној „дестинацији“. Једноставна дефиниција да је „одрживост побољшање квалитета људског живота док се живи у оквиру носивости подржавајућих екосистема “ , иако нејасна, носи идеју да је одрживост квантификовала границе. Али одрживост је такође позив на акцију, задатак у току или „путовање“. а самим тим и политички процес тако да неке дефиниције изражавају заједничке циљеве и вредности. Повеља о Земљи  говори о „одрживом глобалном друштву заснованом на поштовању природе, универзалним људским правима, економској правди и култури мира“.
Ситуација се компликује када се реч одрживост примењује не само на одрживост човека на Земљи, већ и на многе ситуације и контексте у разним скалама простора и времена, од мале локалне до глобалне равнотеже производње и потрошње. Такође се може односити на будућу намеру: „одржива пољопривреда“ није нужно тренутна ситуација већ предвиђање циља у будућности. Из свих ових разлога, одрживост се у једној крајности доживљава као ништа друго до мелодична помодност са мало или нимало значења. или важности, док је у другој крајности важан, али нефокусирани концепт попут „слободе“ или „правда“. Такође је описан као „дијалог вредности који пркоси споразумној дефиницији“.

## Историја
У раној људској историји утицаји на животну средину малих банди номадских ловаца били су мали, мада је употреба ватре и жеља за специфичном храном могла променити природни састав биљака и животињских заједница. Неолитска револуција пре 2.500 и 10.000 година означила је појаву пољопривреде и насељених заједница. Друштва која су премашила сопствене локалне залихе хране или им недостају критични ресурси кренула су даље или су се суочила са колапсом. Супротно томе, стабилна заједница интолерантних узгајивача и хортикултуриста постојала је на Новој Гвинеји и Јужној Америци, велика пољопривредна заједница у Кини, Индији, Полинезији и другде вековима се бавила земљом на истим местима 
Технолошки напредак током неколико миленијума омогућио је људима да повећају контролу над животном средином. Али само је западна индустријска револуција 17. и 19. века користила огроман потенцијал раста потрошње фосилних горива да би покренула софистицирану стројену технологију. Такви услови довели су до експлозије људске популације и индустријског, технолошког и научног раста без преседана који се наставио до данас. Од 1650. до 1850. глобално становништво се удвостручило са 500 милиона на милијарду људи. До 20. века Индустријска револуција довела је до експоненцијалног раста потрошње људских ресурса и раста здравља, богатства и становништва. Екологија као научна дисциплина стекла је опште прихватање, а истражене су идеје које су сада део одрживости, укључујући знање о међусобној повезаности живих система, важности глобалних природних циклуса, проласку енергије кроз трофичке нивое живих система..
После губитака током Велике депресије и Другог светског рата, развијени свет је ушао у „велико убрзање“ раста и становништва после 1950-их („ Златно доба капитализма “), док је растући еколошки покрет нагласио везу између трошкова заштите животне средине и многих сада се могло уживати у материјалу. Иновације у технологији укључивале су пластику, синтетичке хемикалије и нуклеарну енергију, док су фосилна горива такође наставила да трансформишу друштво. Негативне утицаје нове технологије документовала је америчка морска биолошкиња, природњакиња и еколошкиња Рахела Карсон у својој утицајној књизи Тихо пролеће из 1962. године. Амерички знанственик М. Кинг Хуберт у својој теорији о врхунцу нафте из 1956. године предвидео је период врхунске производње нафте. Током 1970-их, забринутост околине због загађења, експлозије становништва, конзумеризма и исцрпљивања ограничених ресурса нашла је израз у томе да ли је раст застарео? (Да ли је раст застарео?) Америчког економисте Вилијам Нордхаус и Џејмс Тобин., Small is beautiful британског економисте Ернста Фридриха Шумахера 1973. године и The Limit to Growth 1975., који је објавио глобални клуб из Рима. Крајем двадесетог века, еколошки проблеми попримили су глобалне размере а енергетске кризе 1973. и 1979. показале су колико је глобална заједница постала зависна од необновљивих ресурса.
Светска комисија Уједињених нација за животну средину и развој (Bruntland Commission) објавила је 1987. извештај под називом Наша заједничка будућност, у којем се наводи да је одрживи развој потребан да би се изашло у сусрет људским потребама, а да се не повећавају еколошки проблеми. Готово све земље света имале су више него довољно капацитета 1961. године да задовоље сопствене потребе, али до 2005. ситуација се из корена променила, а многе земље су морале да увозе ресурсе из других земаља како би задовољиле своје потребе. Појавио се покрет ка одрживијем животу заснован на подизању свести јавности и усвајању рециклаже и обновљивих извора енергије. Развој обновљивих извора енергије током 1970-их и 1980-их, првенствено ветротурбина и фотонапонских система, и повећана употреба хидро електрике, била је једна од првих одрживих алтернатива за производњу фосилних горива и нуклеарне енергије..
У 21. веку повећала се свест о претњи антропогеним ефектом стаклене баште. Еколошка економија сада покушава да премости јаз између екологије и традиционалне неокласичне економије и предлаже инклузивни и етички економски модел за друштво. Појавиле су се многе нове технике које помажу у мерењу и примени одрживости, укључујући процену животног циклуса, колевку до колевке, анализу отиска животне средине и зелену изградњу. Рад Бине Агарвал и Вандане Шиве, између осталог, допринео је културном знању традиционалних, одрживих пољопривредних друштава у академском дискурсу о одрживости, а такође их је обогатио модерним научним принципима.

## Принципи и концепти
Наука о одрживости и животној средини чине основу за већи део филозофског и аналитичког оквира одрживости. Квантитативни подаци се прикупљају мерењем одрживости, а затим се ти подаци користе за информисање администрације одрживости.

### Степен и контекст
Одрживост се проучава и њиме се управља кроз многе фазе (нивое или оквире) времена и простора, и у многим контекстима еколошке, социјалне и економске организације. Фокус може варирати од укупне носивости (одрживости) планете Земље до одрживости економских сектора, екосистема, држава, општина, насеља, баште, индивидуалних живота, појединачне робе и услуга, занимања, животних стилова, образаца понашања и ускоро. Укратко, може да покрије цело подручје биолошких и људских активности или било који њихов део. Данијел Боткин, писац и еколог, рекао је: „Можемо видети пејзаж који је у сталном протоку и мења се кроз многе степене времена и простора.“

### Потрошња - становништво, технологија, ресурси
Укупни покретач људског утицаја на земаљске системе је потрошња биофизичких ресурса . Људска потрошња може се поделити на три кључне компоненте: број становништва, ниво потрошње ( прилив) и учинак по јединици употребе ресурса (што зависи од технологије која се користи). То се изражава следећом једначином:
И = П × А × Т
где су: И = еколошки проблеми (енгл . Environmental Issues), П = популација, А = богатство (енгл. Affluence), Т = технологија 
Кроз историју човечанство је на потражњу за новим ресурсима одговарало повећањем понуде. Како се понуда неизбежно троши, одрживи процеси се подстичу кроз управљање потражњом за свим робама и услугама промовишући смањену потрошњу коришћењем обновљивих извора где год је то могуће и подстичући праксе које минимизирају интензитет ресурса, а истовремено повећавају продуктивност ресурса . Пажљиво управљање ресурсима примењује се у различитом степену, али посебно на нивоима економских сектора као што су пољопривреда, прерађивачка индустрија и индустрија, као и на појединачна добра и услуге и обрасце потрошње у домаћинствима и појединцима.

## Мерење
Успостављањем квантитативних мера за одрживост могуће је поставити циљеве, применити стратегије управљања и мерити напредак. Оквир Натурал Степ (ТНС) који је дизајнирао Карл-Хенрик Роберт проучава одрживост и употребу ресурса из његових термодинамичких основа како би утврдио како људи користе и дистрибуирају природни капитал на одржив и праведан начин. Услови системске одрживости ТНС оквира предлажу средства за мерење одрживости засноване на науци  Природни капитал укључује ресурсе из Земљине коре (тј. Минерале, уља), ресурсе које производи човек (синтетичке супстанце) и ресурсе у биосфери . Једнаки приступ природном капиталу такође је компонента одрживости  . Енергија генерисана употребом ресурса, која се назива ексергија., може се мерити као комбинована енергија производа или услуге током његовог животног циклуса . Анализа наведеног помоћу анализе животног циклуса или анализе еколошког отиска пружа основне показатеље одрживости у различитом степену.
Данас постоји огроман број показатеља., метрика, референтних тачака, индекса, поступака извештавања, прорачуна и многих других ствари о одрживости. Они укључују еколошке, социјалне и економске мере појединачно или заједно у многим распонима и контекстима. Фактори животне средине интегришу се са економијом кроз еколошку економију, ресурсну економију и термо економију, док се социјални фактори интегришу кроз метрике као што је индекс срећне планете који мери добробит људи у земљама широм света узимајући у обзир њихове еколошке перформансе  Неке од најпознатијих и најчешће коришћених мера одрживости укључују извештавање о корпоративној одрживости, израчунавање троструког коначног исхода и процену квалитета одрживости управљања за поједине земље помоћу индекса одрживости животне средине и индекса еколошких перформанси .
Глобално и према једначини И = ПАТ, јасно је да мерење одрживости захтева знање очекиване светске популације. Такође су потребне процене са колико људи Земља може да се носи. Ово је висок поредак, али током многих година научници су усавршавали моделе носивости планете Земље мерећи кључне људске утицаје, посебно оне који се односе на биодиверзитет.

### Популација
Према Ревизији званичних процена и пројекција становништва Уједињених нација из 2008. године, предвиђа се да ће светска популација достићи 7 милијарди најраније до 2012. године, а број од 9 милијарди људи прећи ће до 2050. године. Већина од додатних 2,1 милијарде људи родиће се у земљама у развоју чија ће се популација повећати са 5,6 милијарди у 2009. на 7,9 милијарди до 2050. године. Овај раст ће се дистрибуирати међу становништвом старости 15-59 година (1,2 милијарде) и 60 или више година (1,1 милијарде), како ће се повећавати број деце млађе од 15 година у земљама у развоју. Супротно томе, очекује се да ће популација развијених регија доживети само благи пораст са 1,23 милијарде на 1,28 милијарди, мада би иначе пала на 1,15 милијарди, али се очекује да ће пројектована нето миграција из земаља у развоју у развијене земље у просеку износити 2,4 милиона људи годишње од 2009. до 2050. Дугорочне процене глобалне популације сугеришу врхунац од девет до десет милијарди људи око 2070. године, праћен лаганим падом на 8,4 милијарде до 2100. године.
Економије у развоју попут кинеске или индијске теже тежњи животном стандарду западног света, као и неиндустријализовани свет уопште. Потпуни изазов одрживости је комбинација раста становништва у свету и неодрживих нивоа потрошње у развијеном свету 

### Глобална одрживост човека
Све више података показује да људи не живе у оквиру носивости планете. Еколошки отисак мери људску потрошњу у смислу биолошки продуктивне земље потребне за обезбеђивање ресурса и апсорпцију отпада просечног глобалног грађанина. У 2008. години било је потребно 2,7 глобалних хектара по особи, 30% више од природног биолошког капацитета од 2,1 глобалног хектара (не узимајући у обзир друге организме)  . Резултирајући дефицит животне средине мора се надокнадити из неодрживих додатних извора, а они се стичу на три начина: уметањем у робу и услуге светске трговине; узимање из прошлости (нпр. фосилна горива); или позајмљивање из будућности као неодржива употреба ресурса (нпр. прекомерно искоришћавање шума и риболовних подручја).
Слика (десно) приказује одрживост низа земаља у погледу отиска животне средине у поређењу са Индексом хуманог развоја Уједињених нација (ХДИ): животни стандард: показује шта земље требају да би одржале прихватљив животни стандард за своје грађане док живи глобално одрживо. Општи тренд показује да виши животни стандард постаје све мање одржив. Раст становништва увек има значајан утицај на ниво потрошње и ефикасност ресурса  Куба је данас најбољи пример у овој категорији. Одрживи циљ је подизање глобалног животног стандарда без повећања употребе ресурса изнад глобално одрживих нивоа; односно без транзиције потрошње на „једној планети“. Богатство информација генерисаних извештајима на националном, регионалном и градском нивоу потврђује глобални тренд којим друштва временом постају мање одржива.

### Глобални утицај човека на биодиверзитет
На основном нивоу, проток енергије и биогеокемијски циклуси постављају горњу границу броја и масе организама у сваком екосистему. Утицај човека на Земљу генерално се показује кроз штетне промене у глобалним биогеохемијским циклусима животних критичних хемикалија, од којих су најважнији вода, кисеоник, угљеник, азот и фосфор.

## Димензија животне средине
Здрави екосистеми пружају витална добра и услуге људима и другим организмима. Постоје два главна начина за смањење негативног утицаја на људе и побољшање услуга екосистема :
а) Управљање животном средином . Овај директни приступ заснован је углавном на информацијама добијеним из геознаности, науке о животној средини и биологије очувања .
Међутим, ово управљање се ближи крају дугог низа индиректних узрочних фактора покренутих људском потрошњом, тако да је други приступ постигнут захтевом за управљањем коришћењем људских ресурса.
б) Управљање потрошњом људских ресурса, индиректни приступ углавном заснован на информацијама добијеним из привреде . Херман Дали је предложио три широка критеријума еколошке одрживости: обновљиви извори треба да осигурају одрживе приносе (стопа жетве не би требало да пређе стопу регенерације); за необновљиве изворе требало би постојати еквивалентан развој обновљивих замјена; стварање отпада не би требало да прелази способност асимилације околине.

### Управљања заштитом животне средине
Глобално, управљање животном средином у најширем смислу обухвата океане, системе воде за пиће , земљиште и атмосферу, али пратећи принципе одрживости на нивоу када се могу подједнако применити на све екосистеме од тропских кишних шума до кућних вртова.

### Атмосфера
У марту 2009. године, Климатском савету у Копенхагену присуствовало је 2.500 стручњака за климу из 80 земаља, који су издали кључну изјаву да сада „нема оправдања“ за неуспех у раду против глобалног загревања и да се „изненадно или неповратно“ може догодити без јаког угљеника. смањење. "климатске промене са којима ће се„ модерна друштва врло тешко борити ". Глобално управљање атмосфером данас укључује процену свих аспеката угљеничног циклуса како би се идентификовала способност решавања антропогених климатских промена, а ово је постало главни фокус научних истраживања због потенцијално катастрофалних ефеката на биодиверзитет и људске заједнице (види Енергија доле).
Остали људски ефекти на атмосферу укључују градско загађење ваздуха , загађиваче који укључују токсичне хемикалије попут азотних оксида, оксида сумпора, испарљивих органских једињења и честица које производе фотохемијски смог и киселе кише и хлорофлуороугљенике који разграђују озонски омотач . Антропогене честице попут сулфатних аеросола у атмосфери смањују директно зрачење и одбијање ( албедо) Земљине површине. Овај феномен познат је као глобално помрачење и његов пад се процењује на око 4% између 1960. и 1990. године, мада се тренд касније променио. Глобално помрачење могло би пореметити глобални водени циклус смањењем испаравања и падавина у неким областима. Такође производи ефекат хлађења који би могао делимично да прикрије ефекат гасова стаклене баште на глобално загревање.

### Океани
Обрасци океанске циркулације имају снажан утицај на климу и време, а преко њих и на снабдевање храном за људе и друге организме. Научници су упозорили на могућност изненадних промена у обрасцима циркулације морских струја које би могле драстично променити климу у неким регионима света под утицајем климатских промена. Главни еколошки ефекти на човека јављају се у насељенијим регионима на ивицама океана - ушћа, обале и заливи. Десет посто светске популације - око 600 милиона људи - живи у равничарским пределима који су осетљиви на пораст нивоа мора. Трендови који забрињавају и захтеви управљања укључују: прекомерни риболов (изван нивоа одрживости). ; избељивање корала услед загревања океана и закисељавања услед пораста нивоа раствореног угљен-диоксида. ; и пораст нивоа мора услед климатских промена. Због своје огромне величине, океани делују као погодна депонија за људски отпад. Санационе стратегије укључују: пажљивије управљање отпадом, законску контролу прелова усвајањем одрживих риболовних пракси и коришћењем еколошки осетљиве и одрживе аквакултуре и аквакултуре, смањењем емисије фосилних горива и обнављањем обалних и других морских станишта.

### Свежа вода
Вода покрива 71% Земљине површине. Од тога је 97,5% слане воде у океанима, а само 2,5% слатке, од чега је већина заробљена у леденом покривачу Антарктика . Остатак слатке воде налази се у језерима, рекама, мочварама, земљишту, водоносним слојевима и атмосфери. Сав живот зависи од глобалног циклуса воде на соларни погон, испаравања из океана и са копна које ствара водену пару која се касније кондензује у облацима у кишу која потом постаје обновљиви део залиха слатке воде  Свесност о глобалном значају очувања воде за услуге екосистема појавила се тек недавно током 20. века, док је у међувремену половина мочвара у свету изгубљена заједно са њиховим вредним еколошким услугама. Слатководни екосистеми богати биодиверзитетом тренутно се брже погоршавају од морских и копнених екосистема  што их чини најрањивијим стаништем на свету  . Повећана урбанизација загађује залихе воде за пиће, па велики део света још увек нема приступ безбедној води за  . У индустријском свету управљање потражњом успорило је апсолутне стопе искоришћења, али се вода све више транспортује на велике удаљености од природних подручја богатих водом до густо насељених урбаних подручја, а све више се користи енергетски интензивна десалинизација. Данас се већи нагласак ставља на напредно управљање плавом (сакупљајућом) и зеленом (земљана вода доступна биљкама) водом, и то се примењује на свим нивоима управљања водама  .

### Приземље
Губитак биодиверзитета проистиче углавном из губитка станишта и уситњавања услед одвајања људског земљишта за развој, шумарство и пољопривреду, јер се природни капитал постепено трансформише у антропогени капитал. Промена намене земљишта је основна за операције у биосфери, јер промене у релативним пропорцијама тла посвећене урбанизацији, пољопривреди, шумама, травњацима и испаши имају значајан утицај на глобалне биогеокемијске циклусе воде, угљеника и азота и то може негативно утицати на природне и људске системе. На локалном људском нивоу, главне користи одрживости произлазе из тежње за зеленим градовима и одрживим парковима и баштама.

### Шуме
Од неолитске револуције око 47% светских шума изгубљено је за људске потребе. Данас шуме покривају око четвртине земље покривене ледом у свету, а половина ове количине је у тропским пределима. У умереним и бореалним регионима шумска подручја се постепено повећавају (са изузетком Сибира), али крчење шума у тропским пределима остаје главни проблем.
Шуме умере локалну климу и глобални кружни ток воде кроз сопствени одраз светлости ( албедо) и евапотранспирацију . Такође чувају биодиверзитет, штите квалитет воде, одржавају тло и квалитет земљишта, снабдевају горивом и лековима и пречишћавају ваздух. Ове бесплатне услуге екосистема немају тржишну вредност, па је очување шума мало атрактивно у поређењу са економским користима вађења и чишћења дрвета, које деградацијом тла и органским распадањем враћају угљен-диоксид у атмосферу  Организација за храну и пољопривреду (ФАО) Уједињених нација процењује да се око 90% угљеника ускладиштеног у копненој вегетацији налази у дрвећу и да одваја око 50% више угљеника него што га има у атмосфери. Промене у употреби тла тренутно доприносе око 20% укупних глобалних емисија угљеника (Индонезија и Бразил су главни извор емисија углавном због крчења шума)  . Климатске промене могу се ублажити секвестрацијом угљеника у шемама за пошумљавање, подизањем плантажа и стварањем производа од дрвета. Дрвна биомаса се такође може користити као обновљиво гориво неутрално на угљеник. ФАО сугерише да би током периода 2005-2050 ефикасно коришћење садње дрвећа могло да апсорбује око 10-20% антропогених емисија - па надгледање стања светских шума мора бити део глобалне стратегије за смањење емисија и заштиту услуга екосистема. Ипак, климатске промене могу предвидети овај ФАО сценарио ако се узме у обзир студија Међународне уније организација за истраживање шума из 2009. године која је закључила да стрес од 2,5 °C пораст температуре изнад прединдустријског нивоа може резултирати ослобађањем огромних количина угљеника. тако да потенцијал шума као „базена“ угљеника „ризикује да буде потпуно изгубљен“.

### Обрадива земља
Храна више од шест милијарди људи озбиљно утјече на земаљске ресурсе. Почиње са присвајањем око 38% површине Земље. и око 20% њене нето примарне продуктивности. Овоме се додају индустријске агробизнис активности које захтевају ресурсе - од потреба за усевима за наводњаваном водом, синтетичким ђубривима и пестицидима до трошкова ресурса за паковање, транспорт (који је данас главни део светске трговине) и малопродају хране. Храна је неопходна за живот. Листа еколошких трошкова производње хране је прилично дуга: исцрпљивање, ерозија и претварање горњег слоја тла у пустиње сталним узгајањем једногодишњих усева; прекомерна испаша; салинизација ; содификација ; намакање водом ; висок ниво употребе фосилних горива; употреба неорганских ђубрива и синтетичких органских пестицида ; смањење генетске разноликости кроз масовну употребу монокултура ; исцрпљивање водних ресурса; загађење воде услед развоја и загађења подземних вода ; социјални проблеми, укључујући нестанак породичних фарми и слабљење руралних заједница.
Сви горе наведени еколошки проблеми повезани са индустријском пољопривредом и агробизнисом сада се решавају путем покрета као што су одржива пољопривреда, органска пољопривреда и многе одрживе пословне праксе.

### Изумирање
Иако се губитак биодиверзитета може посматрати једноставно као губитак врста, ефикасно очување захтева заштиту врста у оквиру њиховог природног станишта и екосистема. Након људске миграције и раста популације, изумирање врста је прогресивно расло до невиђених стопа од изумирања Креде и Терцијара . Познато као изумирање холоцена, ово тренутно изумирање врста изазваних човеком означено је као једно од шест масовних изумирања на свету. Неке научне процене показују да ће скоро половина данашњих врста изумрети до 2100. године. Тренутне стопе изумирања су 100 до 1000 пута веће од нивоа пре човека, а више од 10% птица и сисара, око 8% биљака, 5% риба и више од 20% слатководних врста је у опасности.
Црвена листа ИУЦН-а из 2008. упозорава да продужене суше и екстремне временске прилике додатно повећавају стрес на кључна станишта и набрајају, на пример, 1.226 угрожених врста птица, што је осмина свих врста птица. Индекс Црвене листе такође идентификује 44 врсте дрвећа у Централној Азији којима прети изумирање због прекомерне експлоатације и људског развоја који угрожава регионалне шуме у којима живи више од 300 дивљих предака модерног припитомљеног воћа и орашастих плодова.

### Биолошке инвазије
У многим деловима индустријског света крчење земљишта за пољопривреду је опало, а највећа опасност по биодиверзитет након климатских промена постао је разарајући ефекат инвазивних врста. Раст ефикасног глобалног транспорта олакшао је ширење организама широм планете. Потенцијална опасност овог аспекта глобализације у потпуности је илустрована ширењем људских болести попут ХИВ / АИДС-а, болести лудих крава, птичијег и свињског грипа, али инвазивне биљке и животиње такође имају разарајући ефекат на природни биодиверзитет . Алохтони организми могу брзо да заузму поремећена копнена и природна подручја где у одсуству својих природних предатора могу напредовати. На глобалном нивоу, овај проблем је назначен кроз Глобалну мрежу информација о инвазивним врстама, али постоји побољшано међународно законодавство о биолошкој сигурности како би се минимизирао пренос патогена и инвазивних организама. Кроз ЦИТЕС законодавство постоји и контрола трговине ретким и угроженим врстама. На локалном нивоу се све више појављују програми за подизање свести јавности који упозоравају заједнице, вртларе, сестринску индустрију, колекционаре и индустрију кућних љубимаца и акваријума на штетне ефекте потенцијално инвазивних врста.

### Управљање људском потрошњом
Директни људски ефекти на животну средину резултат су индиректног покретача ових ефеката, односно људске потрошње. Ефекат се смањује не само смањеном потрошњом, већ стварањем одрживијег комплетног циклуса производње, употребе и одлагања добара и услуга. Потрошња добара и услуга може се анализирати и управљати на свим нивоима кроз ланац људске потрошње, почев од ефеката индивидуалног избора начина живота и образаца потрошача преко потражње за ресурсима за одређену робу и услуге, од ефеката економског сектора преко националних економија до глобалне економије. Анализа образаца индивидуалне и колективне потрошње узима у обзир укупну употребу ресурса и то је онда повезано са еколошким, социјалним и економским ефектима такве употребе ресурса у одређеном контексту истраживања. Идеје коришћења обједињених ресурса (укупних ресурса потребних за производњу производа или услуге), интензитета ресурса (ресурса потребних за сваки долар потрошен на робу или услугу) и продуктивности ресурса (количина роба или услуга произведених за дати улазни скуп од ресурси) најважнији су аспекти управљања потрошњом. На једноставном нивоу, људска потрошња се може посматрати кроз потражњу за ресурсима као што су храна, енергија, материјали и вода .

### Енергија
Соларна енергија ускладиштена у биљкама ( примарни произвођачи) током фотосинтезе пролази кроз прехрамбени ланац до других организама за коначно покретање свих живих процеса. Од индустријске револуције, концентрисани енергија Сунца чувају у фосилних биљака као фосилних горива је био главни покретач технологије која заузврат је био извор економске и политичке моћи. 2007. климатолози ИПЦЦ закључили су да постоји вероватноћа од најмање 90% да је атмосферски раст ЦО 2 изазван људском активношћу, углавном као резултат емисије фосилних горива и у мањој мери због промена у употреби тла. Стабилизација глобалне климе захтеваће од земаља са високим дохотком да смање емисије из 2006. за 60-90% до 2050. године, што би требало да одржи ниво CO2 на 450-650 ппм са тренутних нивоа од око 380 ппм. Поред горе наведеног, пораст температуре за више од 2 °C могао би да произведе „катастрофалне“ климатске промене. Смањење тренутних нивоа ЦО 2 мора се постићи у позадини глобалног раста становништва и тежње земаља у развоју за енергетски интензивним западним животним стилом потрошача.
Смањење емисије гасова са ефектом стаклене баште или декарбонизација предузимају се на свим нивоима, од праћења проласка угљеника кроз циклус угљеника. до истраживања обновљивих извора енергије, развоја технологија и транспорта који мање зависе од угљеника, и покушаја стварања начина живота неовисног о угљенику контрола употребе фосилних горива. обухваћена свим робама и услугама које користе.

### Вода
Безбедност воде и безбедност хране су веома повезани. У деценији од 1951–60., Захватање воде код људи било је четири пута веће него у претходној деценији. До овог наглог пораста дошло је услед научног и технолошког развоја који је деловао кроз економију - посебно повећања површине наводњаваног тла, раста индустријског и енергетског сектора и интензивне изградње брана на свим континентима. Ово је променило циклус воде у рекама и језерима, утичући на квалитет воде и имајући значајан ефекат на глобални циклус воде  Тренутно је готово 35% људске употребе воде неодрживо јер почива на све мањим водоносним слојевима и смањује проток већих река; овај проценат ће се вероватно повећати ако се климатске промене погоршају, становништво расте, водоносни слојеви се све више исцрпљују, а залихе загађују и нехигијенски. Од 1961. до 2001. потражња за водом се удвостручила - пољопривредна употреба повећала се за 75%, индустријска за више од 200%, а домаћинства за више од 400%. Људи тренутно користе 40-50% глобално доступне слатке воде у приближном омјеру од 70% за пољопривреду, 22% за индустрију и 8% за домаће сврхе, а укупна количина прогресивно расте  .
Ефикасност воде побољшава се глобално повећањем управљања потражњом, побољшањем инфраструктуре, побољшањем пољопривредне продуктивности воде, минимизирањем интензитета воде (мешане воде) у робама и услугама, решавањем несташица у неиндустријализованом свету, концентрацијом производње хране у областима високе продуктивности; и планирање климатских промена. На локалном нивоу људи постају све више довољни за сакупљање кишнице и смањење употребе основне воде 

### Храна
Америчко удружење за јавно здравље (АПХА, енг . Америчко удружење за јавно здравље ) дефинише „одрживи систем хране“. као „онај који пружа здраву храну која задовољава тренутну потражњу за храном, а истовремено одржава здраве екосистеме који такође могу да обезбеде храну за генерације које долазе са минималним негативним утицајем на животну средину. Одрживи прехрамбени систем такође подстиче локалну производњу и дистрибуцију инфраструктуре и чини хранљиву храну приступачном, приступачном и исплативом за све. Штавише, овај систем је хуман и поштен, штитећи пољопривреднике и друге раднике, потрошаче и заједнице “. Забринутост због утицаја пољопривреде на животну средину и оштар контраст између проблема гојазности у западном свету и сиромаштва храном и несигурности у свету у развоју створили су снажан покрет ка здравој, одрживој храни као главној компоненти свеукупног етичког конзумеризма. Еколошки ефекти различитих начина исхране зависе од многих фактора, укључујући однос потрошене животињске и биљне хране и методе производње хране. Светска здравствена организација објавила је Глобалну стратегију о исхрани, физичкој активности и здрављу, коју је усвојила Светска здравствена скупштина у мају 2004. године. Она препоручује медитеранску исхрану која је повезана са здрављем и дуговечношћу, а сиромашна је месом, богата воћем и поврћем, сиромашна додатком шећера и ограничена сољу, сиромашна засићеним масним киселинама ; традиционални извор масти на Медитерану је маслиново уље богато мононезасићеним мастима . Здрава јапанска дијета богата пиринчем такође је богата угљеним хидратима и сиромашна мастима. Обе дијете имају мало меса и засићених масти, а обилују махунаркама и другим поврћем; повезани су са малом учесталошћу болести и малим утицајем на животну средину.
На глобалном нивоу, еколошки ефекти пољопривреде баве се одрживом пољопривредом и органском пољопривредом . На локалном нивоу постоје многи покрети који подстичу локалну производњу хране, продуктивније коришћење урбаних депонија и баште, укључујући пермакултуру, урбану хортикултуру, локалну храну, слов фоод, одрживо баштованство и органско баштованство.

### Материјали, токсичне супстанце, отпад
Како се глобално становништво и богатство повећавају, тако се повећава и употреба материјала, која се повећала у обиму, разноликости и пређеном путу. Ту спадају сировине, минерали, синтетичке хемикалије (укључујући опасне супстанце), произведени производи, храна, живи организми и отпад 

#### Материјали
Одржива употреба материјала обележила је идеју дематеријализације, претварајући линеарни пут материјала (вађење, употреба, депонија) у кружни ток материјала који материјале користи што је више могуће, па све подсећа на циркулацију и поновну употребу отпада у природи. Овај приступ подржава администрација производње, док растућу употребу анализе протока материјала на свим нивоима посебно подржавају поједине земље и глобална економија.

### Токсичне супстанце
Производња синтетичке хемије ескалирала је након подстицаја створеног после Другог светског рата. Хемијска производња обухвата све, од хербицида, пестицида и ђубрива до хемикалија за домаћинство и опасних супстанци. Поред стварања емисија гасова са ефектом стаклене баште у атмосферу, хемикалије од посебног значаја укључују: тешке метале, нуклеарни отпад, хлорофлуороугљенике, постојане органске загађиваче и све штетне хемикалије способне за биоакумулацију . Иако већина синтетичких хемикалија није штетна, у свим земљама још увек постоје ригорозна испитивања нових хемикалија како би се испитали штетни утицаји на животну средину и здравље. Успостављено је међународно законодавство за глобалну дистрибуцију и управљање опасном робом.

### Хијерархија отпада
Свака економска активност производи отпад. Просечна особа годишње користи 45-85 тона материјала  . Да би смањили отпад, индустрија, пословање и влада опонашају природу претварајући отпад произведен индустријским метаболизмом у ресурсе. Дематеријализација се подстиче кроз идеје индустријске екологије, еко дизајна. и еко-означавања (види бочну траку). Уз добро осмишљену енглеску крилатицу „смањи, поново употреби и рециклирај“, купци користе своју куповну моћ за етички конзумеризам 

## Економска димензија
Одрживост се суочава са економијом кроз социјалне и еколошке последице економске активности  Одржива економија представља: „... широко тумачење еколошке економије где су променљиве и проблеми животне средине и екологије део вишедимензионалне перспективе. Социјални, културни, здравствени и монетарни / финансијски аспекти морају бити интегрисани у анализу. “. Међутим, концепт одрживости је много шири од концепта одрживог повратка, благостања или профитне марже. Данас је просечна потрошња по глави становника у свету у развоју одржива, али популација расте и појединци теже великој потрошњи западних животних стилова. Становништво развијеног света само се мало повећава, али нивои потрошње су неодрживи. Изазов за одрживост је сузбијање и управљање западном потрошњом, истовремено повећавајући животни стандард земаља у развоју без повећања употребе ресурса и утицаја на животну средину. То се мора постићи употребом стратегија и технологија које прекидају везу између економског раста, с једне стране, и штете по животну средину и смањења ресурса с друге стране.
У решавању овог проблема постављено је неколико кључних области за економску анализу и реформе: утицаји неодрживог економског раста на животну средину; последице третирања природе као економске екстерности; и могућност веће етичке економије која више узима у обзир социјалне и еколошке последице тржишног понашања.

### Демонтажа деградације животне средине и економског раста
У другој половини 20. века светска популација се удвостручила, производња хране утростручила, употреба енергије учетворостручила, а укупна економска активност учетворостручила. Историјски гледано, постојала је блиска корелација између економског раста и деградације животне средине : како су заједнице расле, тако је расла и животна средина. Овај тренд је јасно приказан на графиконима раста људске популације, економског раста и индикатора животне средине. Неодрживи економски раст у потпуности је упоређен са растом малигног карцинома. јер изједа услуге екосистема Земље које чине систем за одржавање живота. Постоји забринутост да ће модерна глобална цивилизација, ако не узме у обзир употребу ресурса, следити пут древних цивилизација које су пропале прекомерним искоришћавањем сопствене базе ресурса  Иако се конвенционална економија углавном бави економским растом и ефикасном расподелом ресурса, зелена економија има изричит циљ на одрживом нивоу (уместо континуираног раста), правичном расподелом и ефикасном расподелом, управо у овом редоследу. Светски пословни савет за одрживи развој тврди да „пословање не може опстати у пропалим друштвима“. Одрживост проучава методе анализе за смањење (разлагање) количине ресурса (нпр. Воде, енергије или материјала) потребних за производњу, потрошњу и одлагање јединица добара и услуга и да ли ће се то постићи побољшаним економским управљањем, дизајном производње, нове технологије итд. Еколошка економија укључује проучавање друштвеног метаболизма, пролазак ресурса који улазе и излазе из економског система у односу на квалитет животне средине.

### Природа као економска екстерналија
Економски значај природе указује употреба Екпрессион Ецосистем Сервицес за осветљавање тржишне важности растуће оскудице у природном свету која се више не може сматрати неограниченом и бесплатном  Уопштено говорећи, како комфор или услуга постају све ређи, цена им расте све више и више, па ово делује као ограничење које подстиче уштеде, техничке иновације и алтернативне производе. Међутим, ово се односи само на ситуацију када се производ или услуга налази у оквиру тржишног система. Будући да се услуге екосистема генерално третирају као економске екстерналије, оне су непроцењиве и због тога прекомерно коришћене и деградиране, а таква ситуација се понекад назива Трагедија уобичајеног  .
Део посла заштите биолошког света је „интернализација“ ових „екстерналија“ коришћењем тржишних стратегија као што су еко-таксе и подстицаји, тржишне дозволе за угљеник, воду и азот и све већа жеља да се прихвати плаћање за услуге екосистема. Уобичајене валуте као што су ЛЕТС, економија поклона и временско банкарство такође се промовишу као начин за подстицање локалне економије и животне средине. Зелена економија је још један тржишно заснован покушај решавања питања једнакости и заштите животне средине. Глобална рецесија и читав низ акција владине политике повезане са њом вероватно ће проузроковати највећи годишњи пад глобалних емисија угљеника у последњих 40 година.

### Економска прилика
Третирање животне средине као екстерналије може генерирати краткорочну добит на штету одрживости. Одржива пословна пракса, с друге стране, интегрише еколошке проблеме са друштвеним и економским (тј. Утростручује крајњи исход). Раст који одводи услуге екосистема понекад се назива и „ неекономски раст “ јер доводи до пада квалитета живота. Минимизирање таквог раста може пружити могућности локалним предузећима. На пример, индустријски отпад се може третирати као „економски ресурс на погрешном месту“. Предности смањења отпада укључују уштеду у трошковима одлагања, ниже еколошке казне и смањено осигурање од одговорности. То може довести до повећаног удела на тржишту због побољшане слике јавности. Енергетска ефикасност такође може повећати профит смањењем трошкова.
Идеја о одрживости као пословној прилици довела је до формирања организација као што су Конзорцијум за одрживост Друштва за организационо учење, Институт за одрживо пословање и Светски савет за одрживи развој. Ширење одрживих пословних прилика може допринети стварању нових радних места увођењем зелених овратника.

## Социјална димензија
Питања одрживости се генерално изражавају у научном и еколошком смислу, али спровођење промена представља друштвени изазов који укључује, између осталог, међународно и национално право, урбано планирање и транспорт, локални и индивидуални начин живота и етички потрошачки приступ. „Однос између људских права и хуманог развоја, корпоративне снаге и еколошке правде, глобалног сиромаштва и грађанског деловања сугерише да је одговорно глобално грађанство неизбежни елемент онога што се на први поглед чини једноставним стварима индивидуалног потрошача и моралног избора.“ 

### Мир, сигурност, социјална правда
Друштвене поделе попут рата, криминала и корупције уклањају ресурсе из подручја којима су људске потребе најпотребније, уништавају способност друштава да планирају будућност и генерално угрожавају добробит људи и животну средину  Широко засноване стратегије за одрживије социјалне системе укључују: побољшано образовање и политичко оснаживање жена, посебно у земљама у развоју; веће разматрање социјалне правде, посебно једнакости богатих и сиромашних, као и једнакости међу земљама; и међугенерацијску једнакост  . Исцрпљивање природних ресурса, укључујући пијаћу воду. повећава вероватноћу „ратова ресурса“. Овај аспект одрживости означен је као еколошка сигурност и ствара јасну потребу за глобалним еколошким споразумима за управљање ресурсима као што су водоносници и реке који прелазе политичке границе и за заштиту глобалних система, укључујући океане и атмосферу.

### Људска насеља
Један приступ одрживом животу који је приказан у малим урбаним градовима у транзицији и руралним екоселима покушава да пронађе начин за стварање самодовољних заједница заснованих на принципима једноставног живота који максимизирају самодовољност, посебно у производњи хране. Ови принципи широко истичу концепт биорегионалне економије. Други приступи који се ослањају на нови урбанизам успешно смањују утицаје на животну средину модификујући изграђено окружење да би створили и очували одрживе градове који подржавају одрживи превоз . Становници се возе неколико километара у компактним урбаним четвртима, тако да имају знатно мањи утицај на животну средину кроз широк спектар мера у поређењу са онима који живе у пространим предграђима.
Коначно, степен људског напретка ка одрживости зависиће у великој мери од друштвених покрета који утичу на изборе заједнице и изграђеног окружења. Еко-општине су пример таквог кретања. Еко-општине заузимају систематски приступ заснован на принципима одрживости. Екоопштински покрет је партиципативан, тј. укључује чланове заједнице у приступ одоздо према горе. У Шведској је више од 70 градова - 25 посто свих општина у земљи - усвојило заједнички сет „ принципа одрживости “ и систематски их примењивало кроз своје општинске операције. Данас у Сједињеним Државама постоји дванаест еко-општина, а Америчко удружење за планирање усвојило је циљеве одрживости засноване на истим принципима 

### Људски однос према природи
Према Мари Букчину идеја да људи морају доминирати природом уобичајена је у хијерархијским друштвима. Боокцхин тврди да капитализам и тржишни односи, ако се не контролишу, могу смањити планету на голи ресурс који треба искористити. Стога се природа третира као утеха : „Пљачка људског духа изазвана тржиштем упоредива је са пљачком Земље коју је изазвао капитал“. Боокцхин је још темељитије тврдио да је већина активности која троши енергију и уништава животну средину бесмислена јер мало доприносе квалитету живота и благостању. Функција дела је да легитимише или чак створи хијерархију. Из тог разлога, разумевање трансформације органских друштава у хијерархијска је пресудно за проналажење начина за напредак.
Социјална екологија коју је основао Боокцхин заснива се на веровању да готово сви тренутни еколошки проблеми човечанства потичу из дубоко укорењених социјалних проблема. Иако већина аутора наставља да се наши еколошки проблеми могу решити применом препорука које произилазе из физичких, биолошких, економских и других студија, Боокцхин тврди да се ови проблеми могу решити само разумевањем друштвених процеса који су у њиховој основи и интервенцијом у тим процесима применом концепата и методе друштвених наука.
Дубока екологија успоставља принципе за добробит читавог живота на Земљи, богатство и разноликост животних облика. Компатибилан је само са значајним падом људске популације и крајем мешања људи у нељудски свет. Да би то постигли, дубоко укорењени еколози заговарају политике основних економских, технолошких и идеолошких структура које ће усавршити квалитет живота, уместо да то ураде према животном стандарду . Они који се обавежу на ове принципе дужни су да унесу неопходне промене.

## Прелаз
Земља има коначни капацитет да обезбеди ресурсе и апсорбује отпад, а људска потражња је већ премашила тај капацитет. Актуелни стилови живота у развијеном свету, за којима многи народи у свету уздишу, почивају на исцрпљујућем природном капиталу и неодрживи су. Уједињене нације су у Миленијумској декларацији навеле да се „тренутни неодрживи обрасци производње и потрошње морају променити“. Тежина информација и научних доказа често није довољна да произведе неопходне друштвене промене, посебно ако та промена подразумева емиграцију људи из њихових зона удобности. Ово може бити узроковано великим отпором система на промене.
На глобалном нивоу појавило се неколико кључних принципа у вођењу напора на одрживости:
- Међугенерацијска једнакост - осигуравање тренутног еколошког потенцијала за будуће генерације
- Раздвајање економског раста од деградације животне средине - управљање растом животне средине на начин који мање захтева ресурсе и мање загађује
- Интеграција свих стубова - интеграција еколошког, социјалног и економског сектора у развој политике одрживости
- Обезбеђивање еколошке прилагодљивости и еластичности - одржавање и побољшање адаптивног капацитета еколошког система
- Спречавање неповратних дугорочних оштећења екосистема и здравља људи
- Обезбеђивање једнакости дистрибуције - избегавање неправедних или високих трошкова заштите животне средине за рањиве популације
- Прихватање глобалне одговорности - преузимање одговорности за ефекте на животну средину који се јављају изван подручја надлежности
- Образовање и основно укључивање - људи и заједнице испитују проблеме и развијају нова решења.

Богат је савет доступан појединцима чија је жеља да смање свој лични утицај на животну средину малим, јефтиним и лако остваривим корацима. Али транзиција потребна за смањење глобалне потрошње људи на одрживе границе укључује много веће промене на свим нивоима иу контексту друштва. Уједињене нације препознале су централну улогу образовања и прогласиле деценију образовања за одрживи развој од 2005. до 2014., која има за циљ да „изазове све нас да усвојимо нова понашања и праксе како бисмо осигурали своју будућност“. Светски фонд за природу предлаже стратегију одрживости која превазилази границе образовања како би се директно придржавале основних индивидуалистичких и материјалистичких друштвених вредности и ојачале људске везе са природним светом. Ниво промена потребан да би се обезбедио капацитет за подршку животу на Земљи поставља нове изазове за заједницу и политичке структуре.